# Samy Deluxe/Diskografie
Diese Diskografie ist eine Übersicht über die musikalischen Werke des deutschen Rappers Samy Deluxe und seiner Pseudonyme wie Herr Sorge. Den Quellenangaben zufolge hat er bisher mehr als eine Million Tonträger verkauft. Seine erfolgreichste Veröffentlichung ist die Single Weck mich auf mit über 250.000 verkauften Einheiten.

## Alben

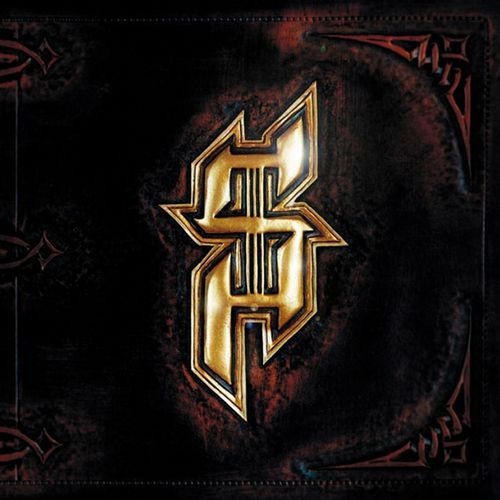
Samy Deluxe

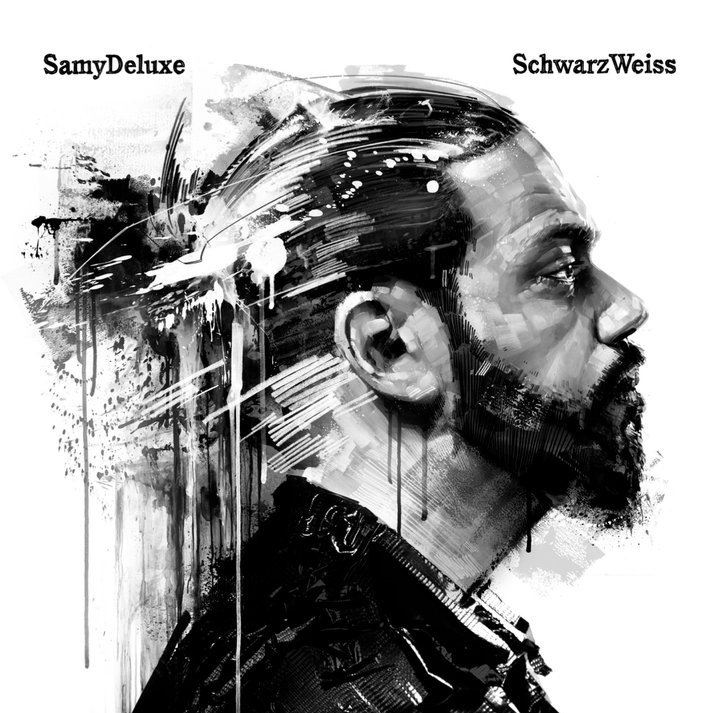
SchwarzWeiss

### Studioalben
| Jahr | Titel                                      | Höchstplatzierung, Gesamtwochen, AuszeichnungChartplatzierungen (Jahr, Titel, Platzierungen, Wochen, Auszeichnungen, Anmerkungen) | Höchstplatzierung, Gesamtwochen, AuszeichnungChartplatzierungen (Jahr, Titel, Platzierungen, Wochen, Auszeichnungen, Anmerkungen) | Höchstplatzierung, Gesamtwochen, AuszeichnungChartplatzierungen (Jahr, Titel, Platzierungen, Wochen, Auszeichnungen, Anmerkungen) | Anmerkungen                                              |
| Jahr | Titel                                      | DE | AT | CH | Anmerkungen                                              |
| ---- | ------------------------------------------ | --- | --- | --- | -------------------------------------------------------- |
| 2001 | Samy Deluxe                                | DE2 Gold · (31 Wo.)DE | AT31 (14 Wo.)AT | CH55 (13 Wo.)CH | Erstveröffentlichung: 20. April 2001 Verkäufe: + 150.000 |
| 2004 | Verdammtnochma!                            | DE2 (9 Wo.)DE | AT10 (8 Wo.)AT | CH9 (9 Wo.)CH | Erstveröffentlichung: 23. August 2004                    |
| 2009 | Dis wo ich herkomm                         | DE3 (8 Wo.)DE | AT13 (7 Wo.)AT | CH4 (9 Wo.)CH | Erstveröffentlichung: 27. März 2009                      |
| 2011 | SchwarzWeiss                               | DE1 Gold · (15 Wo.)DE | AT9 (7 Wo.)AT | CH2 (15 Wo.)CH | Erstveröffentlichung: 29. Juli 2011 Verkäufe: + 100.000  |
| 2012 | Verschwörungstheorien mit schönen Melodien | DE43 (2 Wo.)DE | — | — | Erstveröffentlichung: 14. Dezember 2012 als Herr Sorge   |
| 2014 | Männlich                                   | DE3 (6 Wo.)DE | AT14 (3 Wo.)AT | CH8 (6 Wo.)CH | Erstveröffentlichung: 21. März 2014                      |
| 2016 | Berühmte letzte Worte                      | DE4 (15 Wo.)DE | AT11 (4 Wo.)AT | CH5 (9 Wo.)CH | Erstveröffentlichung: 29. April 2016                     |
| 2019 | Hochkultur                                 | DE24 (5 Wo.)DE | — | CH28 (1 Wo.)CH | Erstveröffentlichung: 19. Dezember 2019                  |
| 2023 | Hochkultur 2                               | DE1 (2 Wo.)DE | — | CH24 (1 Wo.)CH | Erstveröffentlichung: 11. August 2023                    |

### Kollaboalben
| Jahr | Titel                  | Höchstplatzierung, Gesamtwochen, AuszeichnungChartplatzierungen (Jahr, Titel, Platzierungen, Wochen, Auszeichnungen, Anmerkungen) | Höchstplatzierung, Gesamtwochen, AuszeichnungChartplatzierungen (Jahr, Titel, Platzierungen, Wochen, Auszeichnungen, Anmerkungen) | Höchstplatzierung, Gesamtwochen, AuszeichnungChartplatzierungen (Jahr, Titel, Platzierungen, Wochen, Auszeichnungen, Anmerkungen) | Anmerkungen                                                         |
| Jahr | Titel                  | DE | AT | CH | Anmerkungen                                                         |
| ---- | ---------------------- | --- | --- | --- | ------------------------------------------------------------------- |
| 2003 | Wer hätte das gedacht? | DE5 (13 Wo.)DE | AT34 (7 Wo.)AT | CH24 (8 Wo.)CH | Erstveröffentlichung: 28. März 2003 mit Afrob als ASD               |
| 2015 | Blockbasta             | DE4 (5 Wo.)DE | AT16 (1 Wo.)AT | CH6 (4 Wo.)CH | Erstveröffentlichung: 3. Juli 2015 mit Afrob als ASD                |
| 2023 | Daddy’s Home           | — | — | CH98 (1 Wo.)CH | Erstveröffentlichung: 5. Mai 2023 als Samsemilia mit Morlockko Plus |

Weitere Kollaboalben
- 2024: Members Only (als Samsemilia mit Morlockko Plus)

### Livealben
| Jahr | Titel           | Höchstplatzierung, Gesamtwochen, AuszeichnungChartplatzierungen (Jahr, Titel, Platzierungen, Wochen, Auszeichnungen, Anmerkungen) | Höchstplatzierung, Gesamtwochen, AuszeichnungChartplatzierungen (Jahr, Titel, Platzierungen, Wochen, Auszeichnungen, Anmerkungen) | Höchstplatzierung, Gesamtwochen, AuszeichnungChartplatzierungen (Jahr, Titel, Platzierungen, Wochen, Auszeichnungen, Anmerkungen) | Anmerkungen                           |
| Jahr | Titel           | DE | AT | CH | Anmerkungen                           |
| ---- | --------------- | --- | --- | --- | ------------------------------------- |
| 2018 | SaMTV Unplugged | DE2 (12 Wo.)DE | AT6 (2 Wo.)AT | CH5 (4 Wo.)CH | Erstveröffentlichung: 31. August 2018 |

Weitere Livealben
- 2010: Live – Dis wo ich herkomm (mit der Tsunami Band)
- 2012: Up2Date – Live in der KunstWerkStadt

### Kompilationen
- 2011: Classic Albums: Samy Deluxe / Verdammtnochma

### Mixtapes
| Jahr | Titel                    | Höchstplatzierung, Gesamtwochen, AuszeichnungChartplatzierungen (Jahr, Titel, Platzierungen, Wochen, Auszeichnungen, Anmerkungen) | Höchstplatzierung, Gesamtwochen, AuszeichnungChartplatzierungen (Jahr, Titel, Platzierungen, Wochen, Auszeichnungen, Anmerkungen) | Höchstplatzierung, Gesamtwochen, AuszeichnungChartplatzierungen (Jahr, Titel, Platzierungen, Wochen, Auszeichnungen, Anmerkungen) | Anmerkungen                             |
| Jahr | Titel                    | DE | AT | CH | Anmerkungen                             |
| ---- | ------------------------ | --- | --- | --- | --------------------------------------- |
| 2005 | So Deluxe, So Glorious   | DE88 (1 Wo.)DE | — | — | Erstveröffentlichung: 7. Oktober 2005   |
| 2006 | Big Baus of the Nauf     | DE45 (2 Wo.)DE | — | CH96 (1 Wo.)CH | Erstveröffentlichung: 31. März 2006     |
| 2006 | Deluxe von Kopf bis Fuss | DE73 (2 Wo.)DE | — | CH92 (1 Wo.)CH | Erstveröffentlichung: 22. Dezember 2006 |
| 2009 | Der letzte Tanz          | DE98 (1 Wo.)DE | — | CH72 (3 Wo.)CH | Erstveröffentlichung: 11. Dezember 2009 |
| 2013 | Perlen vor die Säue      | DE12 (2 Wo.)DE | AT19 (1 Wo.)AT | CH12 (2 Wo.)CH | Erstveröffentlichung: 1. November 2013  |
| 2014 | Gute alte Zeit           | DE12 (1 Wo.)DE | AT37 (1 Wo.)AT | CH27 (1 Wo.)CH | Erstveröffentlichung: 10. Oktober 2014  |

Weitere Mixtapes
- 2003: Exclusive Mixtape Volume 1 (mit den Headliners)
- 2004: Exclusive Mixtape Volume 2 (mit den Headliners)
- 2007: Lebende Legende (mit DJ Mixwell)
- 2008: Best of Freestyles (mit DJ Mixwell)

### EPs
| Jahr | Titel            | Höchstplatzierung, Gesamtwochen, AuszeichnungChartplatzierungen (Jahr, Titel, Platzierungen, Wochen, Auszeichnungen, Anmerkungen) | Höchstplatzierung, Gesamtwochen, AuszeichnungChartplatzierungen (Jahr, Titel, Platzierungen, Wochen, Auszeichnungen, Anmerkungen) | Höchstplatzierung, Gesamtwochen, AuszeichnungChartplatzierungen (Jahr, Titel, Platzierungen, Wochen, Auszeichnungen, Anmerkungen) | Anmerkungen                                                  |
| Jahr | Titel            | DE | AT | CH | Anmerkungen                                                  |
| ---- | ---------------- | --- | --- | --- | ------------------------------------------------------------ |
| 2001 | Weck mich auf EP | DE4 Gold · (14 Wo.)DE | AT16 (17 Wo.)AT | CH14 (15 Wo.)CH | Erstveröffentlichung: 10. September 2001 Verkäufe: + 250.000 |
| 2005 | Generation EP    | DE43 (7 Wo.)DE | — | — | Erstveröffentlichung: 24. Januar 2005                        |
| 2017 | Deluxe Edition   | DE29 (1 Wo.)DE | AT72 (1 Wo.)AT | CH63 (1 Wo.)CH | Erstveröffentlichung: 24. November 2017                      |

Weitere EPs
- 2011: Baus Kingski’s Late Night Sessions
- 2011: Up2Date EP (DE: Gold)
- 2012: Zukunftsorientierte Endzeitmusik (als Herr Sorge)
- 2021: Liarkasten EP
- 2024: Favorite EP

## Singles

### Als Leadmusiker
| Jahr | Titel Album                                                       | Höchstplatzierung, Gesamtwochen, AuszeichnungChartplatzierungen (Jahr, Titel, Album, Platzierungen, Wochen, Auszeichnungen, Anmerkungen) | Höchstplatzierung, Gesamtwochen, AuszeichnungChartplatzierungen (Jahr, Titel, Album, Platzierungen, Wochen, Auszeichnungen, Anmerkungen) | Höchstplatzierung, Gesamtwochen, AuszeichnungChartplatzierungen (Jahr, Titel, Album, Platzierungen, Wochen, Auszeichnungen, Anmerkungen) | Anmerkungen                                              |
| Jahr | Titel Album                                                       | DE | AT | CH | Anmerkungen                                              |
| --- | ----------------------------------------------------------------- | --- | --- | --- | -------------------------------------------------------- |
| 2001 | Hab’ gehört… Samy Deluxe                                          | DE26 (9 Wo.)DE | — | — | Erstveröffentlichung: 26. März 2001                      |
| 2003 | Sneak Preview Wer hätte das gedacht?                              | DE12 (11 Wo.)DE | AT48 (7 Wo.)AT | CH46 (10 Wo.)CH | Erstveröffentlichung: 24. Februar 2003 mit Afrob als ASD |
| 2003 | Sag mir wo die Party ist! Wer hätte das gedacht?                  | DE92 (2 Wo.)DE | — | — | Erstveröffentlichung: 26. Mai 2003 mit Afrob als ASD     |
| 2003 | Hey du (Nimm dir Zeit) Wer hätte das gedacht?                     | DE67 (4 Wo.)DE | — | — | Erstveröffentlichung: 11. August 2003 mit Afrob als ASD  |
| 2004 | Zurück / Ha ha ha Verdammtnochma!                                 | DE22 (9 Wo.)DE | AT53 (4 Wo.)AT | CH36 (7 Wo.)CH | Erstveröffentlichung: 26. Juli 2004                      |
| 2004 | Warum? Verdammtnochma!                                            | DE56 (5 Wo.)DE | — | — | Erstveröffentlichung: 18. Oktober 2004 feat. Vibe        |
| 2005 | Let’s Go! Deluxe Records – Let’s Go!                              | DE35 (9 Wo.)DE | AT52 (2 Wo.)AT | CH95 (1 Wo.)CH | Erstveröffentlichung: 25. November 2005                  |
| 2009 | Bis die Sonne rauskommt Dis wo ich herkomm                        | DE38 (9 Wo.)DE | AT60 (2 Wo.)AT | — | Erstveröffentlichung: 6. März 2009                       |
| 2009 | Musik um durch den Tag zu komm / Stumm (Xenja) Dis wo ich herkomm | DE87 (1 Wo.)DE | — | — | Erstveröffentlichung: 24. Juli 2009                      |
| 2011 | Poesie Album SchwarzWeiss                                         | DE62 Gold · (6 Wo.)DE | — | — | Erstveröffentlichung: 15. Juli 2011 Verkäufe: + 150.000  |
| 2011 | Zurück zu wir SchwarzWeiss                                        | DE94 (1 Wo.)DE | AT75 (1 Wo.)AT | — | Erstveröffentlichung: 19. September 2011 feat. Max Herre |
| Folgende Lieder erschienen nicht als Single, wurden aber durch das Album zum Download und Streaming bereitgestellt und konnten somit eine Platzierung erlangen: |                                                                   | | | |                                                          |
| |                                                                   | | | |                                                          |
| 2016 | Haus am Mehr Berühmte letzte Worte                                | DE62 (2 Wo.)DE | AT67 (1 Wo.)AT | CH53 (1 Wo.)CH | Charteinstieg: 6. Mai 2016 feat. Nena                    |
| 2016 | Kristallnacht Sing meinen Song – Das Tauschkonzert Vol. 3         | DE93 (1 Wo.)DE | — | — | Charteinstieg: 13. Mai 2016 Original: BAP                |

Weitere Singles

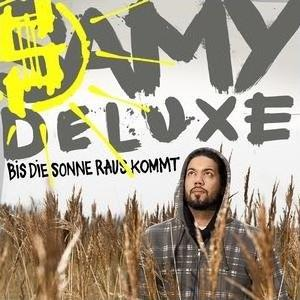
Bis die Sonne rauskommt

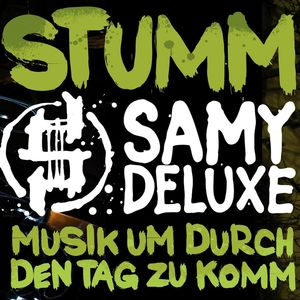
Musik um durch den Tag zu komm / Stumm (Xenja)

| - 2001: Internetional Love - 2001: Sell Out Samy - 2001: Fire! (feat. KC Da Rookee, Blak Twang, D-Flame & Brooke Russell) - 2001: Rache ist Süß - 2004: Verdammtnochmeezy! (Verkäufe: 500, limitiert) - 2007: Krank in the Club - 2009: Superheld (Live) - 2011: Hände hoch - 2011: Eines Tages - 2012: Zukunft vorbye - 2013: Finderlohn - 2013: Perlen vor die Säue (feat. Matteo Capreoli) - 2014: Traum - 2015: Legendär/Populär (mit Afrob als ASD) - 2015: Blockbasta (mit Afrob als ASD) - 2015: Antihaltung (mit Afrob als ASD) - 2016: Berühmte letzte Worte - 2016: Mimimi | - 2016: Klopapier - 2016: Mimimi (Remix) - 2016: Go Slow (mit Xavier Naidoo; Original: Seven) - 2016: Alles kann besser werden (Original: Xavier Naidoo) - 2017: Allein in der Überzahl - 2018: Adriano (SaMTV Unplugged) (feat. Afrob, Denyo, Xavier Naidoo, Torch & Megaloh) - 2019: Requiem - 2020: 2020 Vision - 2023: Daddy’s Home (mit Morlockko Plus) - 2023: In China essen sie Hunde (mit Morlockko Plus) - 2023: Louis XIV (mit Morlockko Plus) - 2023: Roter Velour (mit DJ Desue) - 2023: MikroDose (mit Morten) - 2024: Sugar Sammitch x Demotape - 2024: Kassensturz - 2024: Pt. Drölf - 2024: Samsemilia (mit Morlockko Plus) - 2025: Damn Conductor (mit Conductor Williams) |

### Als Gastmusiker
| Jahr | Titel Album                          | Höchstplatzierung, Gesamtwochen, AuszeichnungChartplatzierungen (Jahr, Titel, Album, Platzierungen, Wochen, Auszeichnungen, Anmerkungen) | Höchstplatzierung, Gesamtwochen, AuszeichnungChartplatzierungen (Jahr, Titel, Album, Platzierungen, Wochen, Auszeichnungen, Anmerkungen) | Höchstplatzierung, Gesamtwochen, AuszeichnungChartplatzierungen (Jahr, Titel, Album, Platzierungen, Wochen, Auszeichnungen, Anmerkungen) | Anmerkungen                                                                         |
| Jahr | Titel Album                          | DE | AT | CH | Anmerkungen                                                                         |
| --- | ------------------------------------ | --- | --- | --- | ----------------------------------------------------------------------------------- |
| 1999 | Füchse Bambule                       | DE69 (3 Wo.)DE | — | — | Erstveröffentlichung: 30. August 1999 Absolute Beginner feat. Samy Deluxe           |
| 2001 | Adriano (Letzte Warnung) Lightkultur | DE5 Gold · (13 Wo.)DE | AT13 (15 Wo.)AT | CH19 (14 Wo.)CH | Erstveröffentlichung: 1. Juli 2001 Verkäufe: + 250.000; mit Brothers Keepers        |
| 2002 | Four Fists (Part II) Nexcalibur      | DE15 (9 Wo.)DE | — | CH82 (3 Wo.)CH | Erstveröffentlichung: 22. April 2002 KC Da Rookee feat Samy Deluxe, Afrob & D-Flame |
| 2004 | OK! Rapper’s Delight                 | DE25 (7 Wo.)DE | — | — | Erstveröffentlichung: 26. April 2004 Melbeatz feat. Samy Deluxe & Kool Savas        |
| 2004 | Dip It Low It’s About Time           | DE19 (6 Wo.)DE | AT32 (11 Wo.)AT | CH11 (18 Wo.)CH | Erstveröffentlichung: 16. Mai 2004 Christina Milian feat. Samy Deluxe               |
| Folgende Lieder erschienen nicht als Single, wurden aber durch das Album zum Download und Streaming bereitgestellt und konnten somit eine Platzierung erlangen: |                                      | | | |                                                                                     |
| |                                      | | | |                                                                                     |
| 2016 | Meine Posse Advanced Chemistry       | DE36 (9 Wo.)DE | — | — | Charteinstieg: 2. September 2016 Beginner feat. Samy Deluxe                         |

Weitere Gastbeiträge

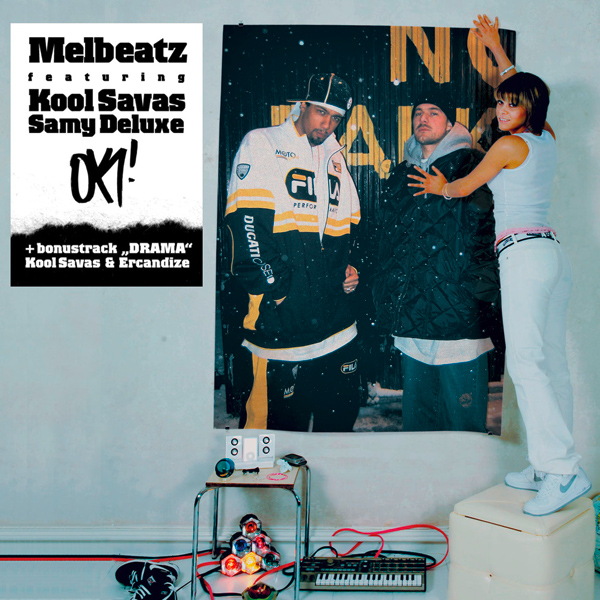
OK!

- 2017: Ich bleib zu Haus (Keno Hybro Remix) (Max Raabe feat. Samy Deluxe)
- 2018: Manuskript (Curse feat. Samy Deluxe & Kool Savas)
- 2019: Wieder geht was zu Ende (Frida Gold feat. Samy Deluxe)
- 2023: Rolling Stone (mit Gringo)
- 2023: Triggerwarnung (Morlockk Dilemma feat. Samy Deluxe)
- 2025: Blumen (Superior feat. Samy Deluxe)

## Videoalben und Musikvideos

### Videoalben
- 2012: Up2Date – Live in der KunstWerkStadt
- 2016: Berühmte letzte Worte (Limited Deluxe Box) – 20 Jahre Samy Deluxe (Bonus-DVD)

### Musikvideos
| Jahr | Titel                                                            | Regie                            |
| ---- | ---------------------------------------------------------------- | -------------------------------- |
| 1999 | Füchse                                                           | Svenja Rossa                     |
| 2001 | Burner                                                           |                                  |
| 2001 | Hab’ gehört…                                                     |                                  |
| 2001 | Adriano (Letzte Warnung)                                         | Dani Levy                        |
| 2001 | Internetional Love                                               |                                  |
| 2001 | Weck mich auf                                                    |                                  |
| 2002 | Four Fists (Part II)                                             | Jeffery Lisk, Bernd Possardt     |
| 2003 | Sneak Preview                                                    |                                  |
| 2003 | Sag mir wo die Party ist!                                        | Mathias Vielsaecker              |
| 2003 | Hey du (Nimm dir Zeit)                                           | Matthias Freier                  |
| 2004 | OK!                                                              | Tristan Milewski                 |
| 2004 | Dip It Low                                                       | Matthew Rolston                  |
| 2004 | Zurück                                                           |                                  |
| 2004 | Ha Ha Ha                                                         |                                  |
| 2004 | Warum?                                                           | Matthias Morick                  |
| 2005 | Generation                                                       |                                  |
| 2005 | Let’s Go!                                                        | David Königsmann                 |
| 2006 | R.E.S.P.E.K.T.                                                   | Benjamin Eicher, Timo Joh. Mayer |
| 2009 | Bis die Sonne rauskommt                                          | David Königsmann, Felix Paul     |
| 2009 | Dis wo ich herkomm                                               |                                  |
| 2009 | Musik um durch den Tag zu kommen                                 | David Königsmann, Felix Paul     |
| 2009 | Stumm (Xenja)                                                    |                                  |
| 2009 | Superheld                                                        | David Königsmann, Felix Paul     |
| 2011 | Poesie Album                                                     | Felix Paul                       |
| 2011 | Zurück zu wir                                                    | Felix Paul                       |
| 2011 | Eines Tages                                                      | Felix Paul                       |
| 2011 | Hände hoch                                                       |                                  |
| 2012 | Fröhliche Weltuntergangsmusik (Video Edit)                       |                                  |
| 2012 | Zukunft vorbye                                                   | Felix Paul                       |
| 2012 | So besonders                                                     |                                  |
| 2013 | Amnesie International                                            | David Königsmann                 |
| 2013 | Du & Ich                                                         |                                  |
| 2013 | Herz gebrochen (Scherben)                                        | Dinh Thien Duc Pham              |
| 2013 | Finderlohn                                                       | David Königsmann                 |
| 2013 | Perlen vor die Säue                                              |                                  |
| 2013 | Zeit                                                             | Justin Kruse                     |
| 2014 | Halt dich gut fest                                               | Felix Paul                       |
| 2014 | Traum                                                            | Felix Paul                       |
| 2014 | Fettsackstyle                                                    | StreetCinema                     |
| 2014 | HALLO (D.E.L.U.X zum E)                                          |                                  |
| 2014 | Rapper sagen YO!                                                 |                                  |
| 2014 | Verbotene Früchte                                                |                                  |
| 2015 | Legendär / Populär                                               |                                  |
| 2015 | Tortellini Augen                                                 |                                  |
| 2015 | Guck dir diese Jungs an                                          |                                  |
| 2015 | Mensch gegen Maschine                                            |                                  |
| 2015 | Antihaltung                                                      |                                  |
| 2015 | SD – Champions (Live)                                            |                                  |
| 2016 | Berühmte letzte Worte                                            |                                  |
| 2016 | Mimimi                                                           | Janick Zebrowski                 |
| 2016 | Mimimi RMX feat. Afrob, Eko Fresh, MoTrip                        |                                  |
| 2016 | Klopapier                                                        |                                  |
| 2016 | Haus am Mehr                                                     | Roman Schaible                   |
| 2016 | Bisschen mein Ding                                               | Janick Zebrowski                 |
| 2016 | Rapsupamacht                                                     |                                  |
| 2016 | Wahre Liebe                                                      | Thaizzier Mouzza, Kool Savas     |
| 2016 | Meine Posse                                                      |                                  |
| 2017 | Allein in der Überzahl                                           |                                  |
| 2017 | Hey du (Nimm dir Zeit) – J Dilla Remix – Afrob feat. Samy Deluxe |                                  |
| 2019 | Rooftop                                                          |                                  |
| 2021 | Liarkasten                                                       |                                  |

### One Take Wonder (OTW) Video Reihe
| Jahr | Titel                                       | Regie            |
| ---- | ------------------------------------------- | ---------------- |
| 2011 | One Take Wonder 1 "God Beat"                |                  |
| 2011 | One Take Wonder 2 "Scheinfranzose" 100 bars |                  |
| 2011 | One Take Wonder 3 "Norweger"                |                  |
| 2011 | One Take Wonder 4 "PIMPSKIT"                |                  |
| 2011 | One Take Wonder 5 "Grönländer"              |                  |
| 2014 | One Take Wonder 1                           |                  |
| 2014 | One Take Wonder 2                           |                  |
| 2014 | One Take Wonder 3                           |                  |
| 2014 | One Take Wonder 4                           |                  |
| 2015 | Gefundenes Fressen Onetakewonder            |                  |
| 2015 | Résumé Onetakewonder                        | Paul’s Boutique! |
| 2016 | Go Samy Go (Otw 1)                          | Svenja Rossa     |
| 2016 | Meisterplan (Otw 2)                         |                  |
| 2016 | Neue Saison (Otw 3)                         |                  |
| 2016 | Chauffeur (Otw 4)                           |                  |

### Freestyle Cypher
| Jahr | Titel                                                                                |
| ---- | ------------------------------------------------------------------------------------ |
| 2017 | splash! Mag Cypher #26: Eko Fresh, Samy Deluxe & Afrob (Red Bull Soundclash Special) |

## Autorenbeteiligungen und Produktionen
Samy Deluxe als Autor (A) und Produzent (P) in den Charts

| Jahr | Titel Interpretation                                            | Höchstplatzierung, Gesamtwochen, AuszeichnungChartplatzierungen (Jahr, Titel, Interpretation, Platzierungen, Wochen, Auszeichnungen, Anmerkungen) | Höchstplatzierung, Gesamtwochen, AuszeichnungChartplatzierungen (Jahr, Titel, Interpretation, Platzierungen, Wochen, Auszeichnungen, Anmerkungen) | Höchstplatzierung, Gesamtwochen, AuszeichnungChartplatzierungen (Jahr, Titel, Interpretation, Platzierungen, Wochen, Auszeichnungen, Anmerkungen) | Anmerkungen                                            |
| Jahr | Titel Interpretation                                            | DE | AT | CH | Anmerkungen                                            |
| --- | --------------------------------------------------------------- | --- | --- | --- | ------------------------------------------------------ |
| 1999 | Füchse A Absolute Beginner feat. Samy Deluxe                    | DE69 (3 Wo.)DE | — | — | Erstveröffentlichung: 30. August 1999                  |
| 2000 | Ladies and Gentlemen A Dynamite Deluxe                          | DE29 (9 Wo.)DE | — | — | Erstveröffentlichung: 6. März 2000                     |
| 2000 | Wie jetzt A Dynamite Deluxe                                     | DE88 (4 Wo.)DE | — | — | Erstveröffentlichung: 12. Juni 2000                    |
| 2000 | Grüne Brille A Dynamite Deluxe                                  | DE38 (9 Wo.)DE | — | — | Erstveröffentlichung: 2. Oktober 2000                  |
| 2001 | Hab’ gehört… A Samy Deluxe                                      | DE26 (9 Wo.)DE | — | — | Erstveröffentlichung: 26. März 2001                    |
| 2001 | Adriano (Letzte Warnung) A Brothers Keepers                     | DE5 Gold · (13 Wo.)DE | AT13 (15 Wo.)AT | CH19 (14 Wo.)CH | Erstveröffentlichung: 1. Juli 2001 Verkäufe: + 250.000 |
| 2003 | Sneak Preview A ASD                                             | DE12 (11 Wo.)DE | AT48 (7 Wo.)AT | CH46 (10 Wo.)CH | Erstveröffentlichung: 24. Februar 2003                 |
| 2003 | Sag mir wo die Party ist! A ASD                                 | DE92 (2 Wo.)DE | — | — | Erstveröffentlichung: 26. Mai 2003                     |
| 2003 | Hey du (Nimm dir Zeit) A ASD                                    | DE67 (4 Wo.)DE | — | — | Erstveröffentlichung: 11. August 2003                  |
| 2004 | OK! A Melbeatz feat. Samy Deluxe & Kool Savas                   | DE73 (3 Wo.)DE | — | — | Erstveröffentlichung: 26. April 2004                   |
| 2004 | Zurück / Ha ha ha A Samy Deluxe                                 | DE22 (9 Wo.)DE | AT53 (4 Wo.)AT | CH36 (7 Wo.)CH | Erstveröffentlichung: 26. Juli 2004                    |
| 2004 | Warum? A Samy Deluxe feat. Vibe                                 | DE56 (5 Wo.)DE | — | — | Erstveröffentlichung: 18. Oktober 2004                 |
| 2005 | Generation A Samy Deluxe                                        | DE43 (7 Wo.)DE | — | — | Erstveröffentlichung: 24. Januar 2005                  |
| 2005 | Let’s Go! A Samy Deluxe                                         | DE35 (9 Wo.)DE | AT52 (2 Wo.)AT | CH95 (1 Wo.)CH | Erstveröffentlichung: 25. November 2005                |
| 2008 | Dynamit! A, P Dynamite Deluxe                                   | DE29 (5 Wo.)DE | — | CH87 (1 Wo.)CH | Erstveröffentlichung: 11. Januar 2008                  |
| 2008 | Alles bleibt anders A, P Dynamite Deluxe feat. Jan Delay        | DE71 (3 Wo.)DE | — | — | Erstveröffentlichung: 14. März 2008                    |
| 2009 | Bis die Sonne rauskommt / Dis wo ich herkomm A, P Samy Deluxe   | DE38 (9 Wo.)DE | AT60 (2 Wo.)AT | — | Erstveröffentlichung: 6. März 2009                     |
| 2009 | Musik um durch den Tag zu komm / Stumm (Xenja) A, P Samy Deluxe | DE87 (1 Wo.)DE | — | — | Erstveröffentlichung: 24. Juli 2009                    |
| 2011 | Poesie Album A Samy Deluxe                                      | DE62 (6 Wo.)DE | — | — | Erstveröffentlichung: 15. Juli 2011                    |
| 2011 | Zurück zu wir A Samy Deluxe feat. Max Herre                     | DE94 (1 Wo.)DE | AT75 (1 Wo.)AT | — | Erstveröffentlichung: 19. September 2011               |
| 2014 | 25 A Die Fantastischen Vier feat. Jonn Savannah                 | DE15 (18 Wo.)DE | AT53 (5 Wo.)AT | CH65 (1 Wo.)CH | Erstveröffentlichung: 14. März 2014                    |
| 2016 | Genau jetzt A, P Nena                                           | DE27 (2 Wo.)DE | AT51 (1 Wo.)AT | CH50 (1 Wo.)CH | Erstveröffentlichung: 8. April 2016                    |
| Folgende Lieder erschienen nicht als Single, wurden aber durch das Album zum Download und Streaming bereitgestellt und konnten somit eine Platzierung erlangen: |                                                                 | | | |                                                        |
| |                                                                 | | | |                                                        |
| 2015 | Magie A, P Nena                                                 | DE91 (1 Wo.)DE | — | — | Charteinstieg: 27. März 2015                           |
| 2016 | Haus am Mehr A Samy Deluxe feat. Nena                           | DE62 (2 Wo.)DE | AT67 (1 Wo.)AT | CH53 (1 Wo.)CH | Charteinstieg: 6. Mai 2016                             |

## Sonderveröffentlichungen

### Gastbeiträge
| - 1998: Eimsbush Style (Mister Schnabel feat. Samy Deluxe) - 1998: Penthouse (Fünf Sterne Deluxe feat. Samy Deluxe) - 1999: 3D (Doppelkopf feat. Samy Deluxe) - 1999: Eimsbush bis 0711 (Freundeskreis feat. Samy Deluxe) - 1999: Malaria (Stieber Twins feat. Samy Deluxe & Maximilian Herre) - 1999: Wort drauf (Eins Zwo feat. Samy Deluxe & Falk) - 2000: Nimm dein Mikro in die Hand (Roy Marquis II feat. Samy Deluxe) - 2000: Live aus Tübingen (Main Concept feat. Samy Deluxe) - 2000: Phlatbush (Tefla & Jaleel feat. Boba Fett & Sam Semilia) - 2001: Das Thema (Da Fource feat. Samy Deluxe) - 2001: Burner (Burner feat. Samy Deluxe) - 2001: 3D (Eins Zwo feat. Samy Deluxe & Doppelkopf) - 2001: Fuk Toemack (Main Mix) (DJ Desue feat. Samy Deluxe) - 2001: Laßt mich raus (Ferris MC feat. Samy Deluxe) - 2002: Ich will doch bloss mein Lied singen (Sam Ragga Band feat. Sam Semilia) - 2002: U Know How We Do (DJ Desue feat. Samy Deluxe & Buckshot) - 2005: Ain’t Got Nothing (David Banner feat. Samy Deluxe) - 2005: Broken Language (Curse feat. Samy Deluxe) - 2005: Illo Anthem (Illo feat. Samy Deluxe) - 2006: Deluxe (Ali As feat. Samy Deluxe) - 2006: Don’t Give Up (Manuellsen feat. Blade & Samy Deluxe) - 2006: Eigenes Geld (Snaga & Pillath feat. Samy Deluxe) - 2006: Intro (Snaga & Pillath feat. Samy Deluxe) - 2006: Pottzeit (Snaga & Pillath feat. Samy Deluxe) - 2006: So Fly (Manuellsen feat. Samy Deluxe) - 2006: Swagger (Megaloh feat. KD-Supier & Samy Deluxe) - 2006: Unmöglich (Olli Banjo feat. Samy Deluxe) - 2006: R.E.S.P.E.K.T. (Manuellsen feat. Samy Deluxe) - 2007: 2 Perspektives (Separate feat. Samy Deluxe) - 2007: Bitter (Jan Delay feat. Samy Deluxe) - 2008: Fresh (Basement Allstars) (Das Bo feat. Samy Deluxe & Jan Delay) - 2008: Fucking’Baus (Extended) (DJ Kitsune feat. Samy Deluxe) | - 2008: Zu spät (Part II) (Ali As feat. Samy Deluxe) - 2009: Der Bozz & der Baus (Azad feat. Samy Deluxe) - 2009: Seniorenstatus (Sido feat. Samy Deluxe) - 2011: Niemand (Remix) (Joy Denalane feat. Max Herre, Megaloh & Samy Deluxe) - 2012: Bück dich hoch (Deluxe Remix) (Deichkind feat. Samy Deluxe) - 2012: Einstürzen Neubauen (Max Herre feat. Samy Deluxe) - 2013: Neue Schritte (Megaloh feat. Samy Deluxe) - 2013: Hip Hop Remix (Megaloh feat. ASD) - 2013: Volldampf (Rakede feat. Samy Deluxe) - 2013: Sieh die Tommy an (Thomas D feat. Herr Sorge) - 2013: Schicksal (Thomas D feat. Alin Coen, Chefket & Samy Deluxe) - 2013: Rap Ist (Extended) (Max Herre feat. MoTrip, Afrob, Samy Deluxe & Megaloh) - 2014: Zeit (Flo Mega feat. Samy Deluxe) - 2014: Halt dich gut fest (Die Fantastischen Vier feat. Samy Deluxe) - 2014: Fettsackstyle (Eko Fresh feat. Samy Deluxe) - 2014: Saudi Arabi Money Rich (Babos Remix) (Haftbefehl feat. Samy Deluxe & Sido) - 2014: Bitte bitte (Rakede feat. Samy Deluxe) - 2014: Dr. Cooper (Remix) (Megaloh feat. MoTrip, Aphroe, Afrob, Samy Deluxe, Umse, Ali As, Celo & Abdi) - 2015: Hoodies × Chucks (Remix) (Ali As feat. Samy Deluxe & Eko Fresh) - 2015: Durchdrehen (MC Sadri feat. Samy Deluxe & Das Bo) - 2015: Fan (MoTrip feat. Samy Deluxe) - 2015: Fass das nicht an (Peter Maffay feat. Samy Deluxe) - 2015: Purer Rapshit (DJ Vito feat. Samy Deluxe, Eko Fresh & Chefket) - 2016: Puff Daddy (Remix) (Eko Fresh feat. ASD & Farid Bang) - 2016: Wahre Liebe (Kool Savas feat. Samy Deluxe & R.A. the Rugged Man) - 2017: Pass ma gut zu (Olli Banjo feat. Samy Deluxe) - 2017: Slam wieder (Eko Fresh feat. Samy Deluxe, Afrob & Onyx) - 2018: Manuskript (Curse feat. Samy Deluxe & Kool Savas) - 2019: Lächeln nie verloren (Estikay feat. Samy Deluxe) - 2019: Wieder geht was zu Ende (Frida Gold feat. Samy Deluxe) - 2020: Ich bleib zu Haus (Keno Hybro Remix) (Max Raabe & Palast Orchester feat. Samy Deluxe) |

### Samplerbeiträge
- 2013: Kill Dem (Juice Vol. 115)
- 2016: The Dock of the Bay (Sing meinen Song – Das Weihnachtskonzert Vol. 3; Original: Otis Redding)
- 2016: Sound the Trumpet (Christmas Is Here) (Sing meinen Song – Das Weihnachtskonzert Vol. 3; Original: The Wailers)
- 2016: Der Baron von Grinchhausen (mit Nena; Sing meinen Song – Das Weihnachtskonzert Vol. 3)

### Songs via Youtube
- 2013: Samy Deluxe "Mega Freestyle"

### Konzertvideo
- 2017: Red Bull Soundclash 2017 - Team Reality Check (Samy Deluxe, Eko Fresh & Afrob) vs. Team New Level (Lgoony, Soufian und Crack Ignaz)

## Statistik

### Chartauswertung
|                     | DE     | AT     | CH     |
| ------------------- | ------ | ------ | ------ |
| Nummer-eins-Alben   | DE2DE  | AT—AT  | CH—CH  |
| Top-10-Alben        | DE10DE | AT3AT  | CH7CH  |
| Alben in den Charts | DE19DE | AT12AT | CH18CH |

|                       | DE     | AT    | CH    |
| --------------------- | ------ | ----- | ----- |
| Nummer-eins-Singles   | DE—DE  | AT—AT | CH—CH |
| Top-10-Singles        | DE2DE  | AT—AT | CH—CH |
| Singles in den Charts | DE21DE | AT9AT | CH8CH |

### Auszeichnungen für Musikverkäufe
Anmerkung: Auszeichnungen in Ländern aus den Charttabellen bzw. Chartboxen sind in ebendiesen zu finden.
| Land/RegionAuszeichnungen für Musikverkäufe (Land/Region, Auszeichnungen, Verkäufe, Quellen) | Gold     | Platin | Verkäufe  | Quellen           |
| -------------------------------------------------------------------------------------------- | -------- | ------ | --------- | ----------------- |
| Deutschland (BVMI)                                                                           | 6× Gold6 | —      | 1.000.000 | musikindustrie.de |
| Insgesamt                                                                                    | 6× Gold6 | —      |           |                   |